# Храбрость Лесси
«Храбрость Лесси» — художественный фильм студии Metro-Goldwyn-Mayer (MGM) 1946 года с участием Элизабет Тейлор, Фрэнка Моргана и собаки Пэла, рассказывает о колли по кличке Билл и его молодой спутнице, Кэти Меррик. Когда Билл был разлучён с Кэти после автомобильной аварии, он обучался в качестве военной собаки, совершил подвиг и, после многих невзгод воссоединился со своей любимой Кэти. Хотя фильм называется «Храбрость Лесси», персонаж Эрика Найта по имени Лесси не появляется в фильме.
«Храбрость Лесси» является третьим из семи фильмов MGM с участием собачьей звезды по имени Лесси, которая в действительности была кобелем по кличке Пэл. Под сценическим псевдонимом «Лесси» Пэл появился в главной роли в первом фильме, «Лесси возвращается домой», а под кличкой «Лэдди» в его продолжение — фильме «Сын Лесси».

## Сюжет
Щенок колли отстал от своей матери и взрослеет, живя в лесу. После того, как он был снесён бурным потоком, а затем подстрелен молодым охотником, он был найден Кэти Меррик (Элизабет Тейлор), которая унесла его к себе домой. С помощью доброго пастуха мистера Макбейна (Фрэнк Морган) она выхаживает щенка, называет его Билл и учит его пасти овец.
Однажды Билл попал под грузовик и был отвезён в ветеринарную клинику. Кэти об этом не знает и тщетно ищет его на острове, где они впервые встретились. Билл остается невостребованным в больнице в течение двух месяцев и направляется в учебный центр подготовки собак для войны. Там ему дают кличку Дюк. После обучения он направляется на фронт. Дюк совершает подвиг на поле боя, но стресс и ранение приводят к тому, что он становится агрессивным. Дюка отправляют обратно в учебный центр на восстановление, но он убегает и находит дорогу назад к Кэти, по дороге нападая на скот и угрожая людям.
Соседи Мерриков настаивают на конфискации Билла из-за его нападений. Проводится слушание, и мистер Макбейн выступает в качестве адвоката Билла. Он обнаруживает армейскую татуировку на ухе Билла; быстрое расследование показывает, что Билл герой войны. Все понимают, что пёс, который служил на поле боя, был сам не свой после всего пережитого на войне и ему понадобится время, чтобы приспособиться к мирной жизни. Билл освобождается и радостно воссоединяется с Кэти.

## Производство
Фильм был снят на натуре на реке Рейлрод-Крик возле озера Шелан рядом с разработками Холден-Виллидж.
Храбрость Лесси была вторым фильмом о «Лесси» в карьере Элизабет Тейлор, которая до этого снималась в фильме «Лесси возвращается домой» во второстепенной роли внучки герцога Радлинга Присциллы.] За роль в фильме «Храбрость Лесси» Тейлор получила первый большой гонорар в своей карьере. [3] Джордж Кливленд, «Старик» в начальной сцене фильма «Храбрость Лесси», стал звездой телесериала 1954 Лесси .

## В ролях
- Пэл (указанный как «Лесси») — Билл, колли Кэти Меррик
- Элизабет Тейлор — Кэти Меррик, девушка, живущая на пастушеском ранчо
- Селена Ройл —  миссис Меррик, её мать
- Кэтрин Маклеод — Алиса Меррик, её сестра
- Дэвид Холт — Пит Меррик, её брат
- Фрэнк Морган — Гарри Макбейн, пастух
- Том Дрейк — сержант Смити, тренер Билла в армии
- Билл Уоллес — сержант Maк, друг Смити
- Гарри Дэвенпорт — судья Пэйсон
- Джордж Кливленд — Старик, первоначальный владелец Билла
- Моррис Анкрум — фермер Крюс, сосед Меррика
- Митчелл Льюис — Джил Элсон, сосед Меррика
- Джейн Грин — миссис Элсон, жена Джила Элсона
- Минор Уотсон — шериф Эд Грейсон
- Дональд Кертис — Чарли, водитель грузовика
- Клэнси Купер — Кейси, водитель грузовика
- Карл Швейцер — первый молодой охотник
- Конрад Биньйон — второй молодой охотник